# 卸町通

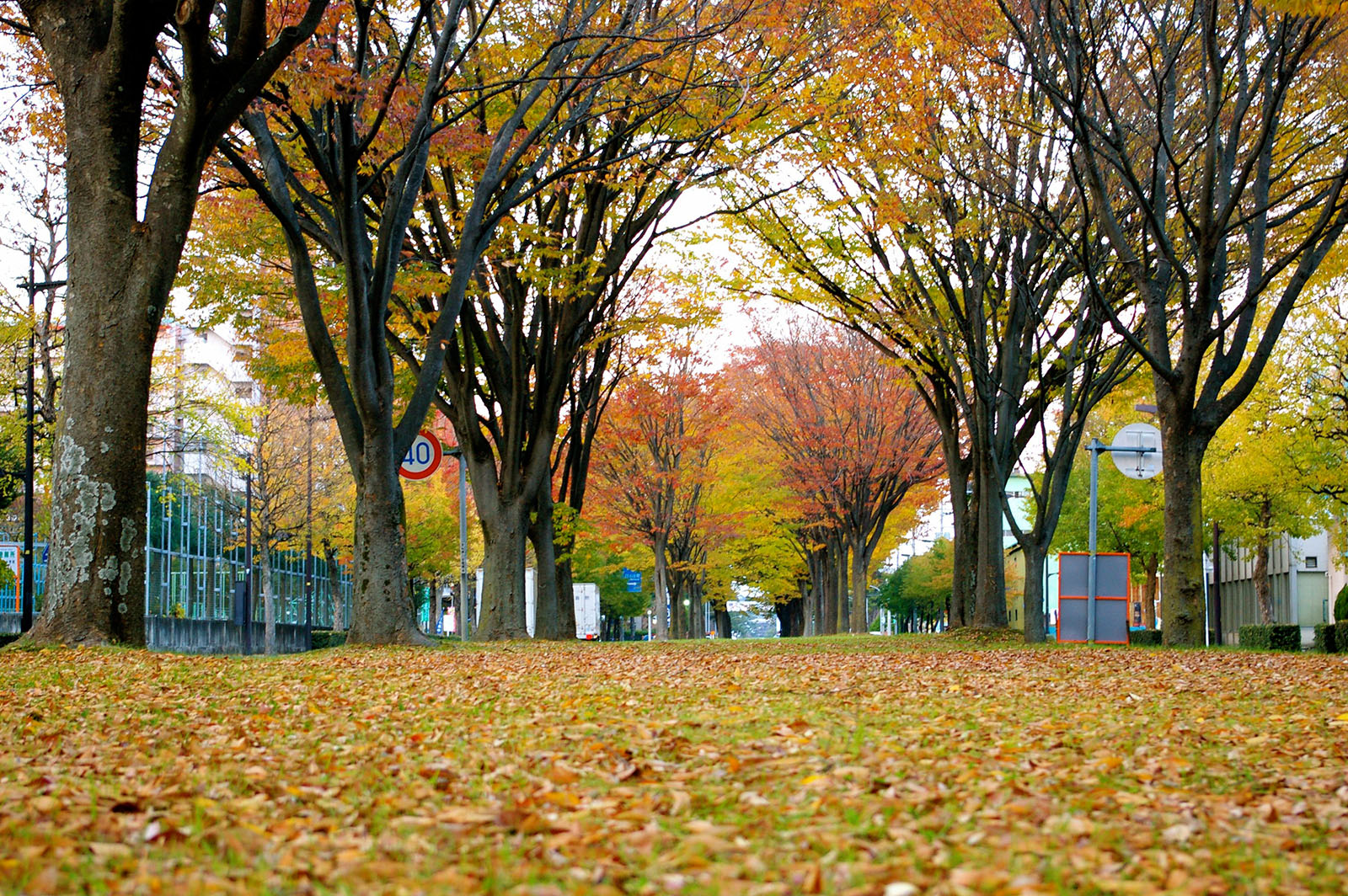
紅葉の卸町通

卸町通（おろしまちどおり）は、宮城県仙台市若林区卸町から同市宮城野区岡田西町を結ぶ市道で、市道386号原町岡田（その2）、市道1034号同（その3）線を通す。市道1105号原町岡田（その1）線から接続し、宮城県道23号仙台塩釜線との交差点（仙台東部道路の高架下）に到るまで、仙台市東部を東西一直線に通っている。総延長距離は3.8キロメートル。仙台市の愛称命名道路のうちの1つで、1983年（昭和58年）に公募により命名された。案内標識における路線名は卸町大通（おろしまちおおどおり）となっている。

## 歴史
- 1982年（昭和57年） - 愛称命名道路として、卸町通と命名。
- 1989年（平成元年）3月22日 - 市道386号・同1034号として認定される。
- 1989年（平成元年）3月28日 - 市道386号・同1034号として供用開始。
- 2004年（平成16年）度 - 卸町通の案内標識における路線名を卸町大通に決定[2]
- 2009年（平成21年） - 卸町大通と記載された案内標識が設置される[2]

## 交差する道路
| 交差する道路                                       | 交差する道路                                          | 交差点         | 路線番号                            | 道路愛称            |
| 南方向                                             | 北方向                                                | 交差点         | 路線番号                            | 道路愛称            |
| -------------------------------------------------- | ----------------------------------------------------- | -------------- | ----------------------------------- | ------------------- |
| 市道宮城野1131号志波北街路4号線                    | 市道宮城野1131号志波北街路4号線                       |                | 市道宮城野1105号原町岡田（その1）線 | 卸町通 ＜卸町大通＞ |
| 市道宮城野1106号卸町7号線                          |                                                       |                | 市道宮城野1105号原町岡田（その1）線 | 卸町通 ＜卸町大通＞ |
|                                                    | 市道宮城野1099号萩野町三丁目2号線                     |                | 市道若林386号原町岡田（その2）線    | 卸町通 ＜卸町大通＞ |
| 市道若林357号卸町大和町（その2）線＜東の杜大通り＞ | 市道宮城野1097号卸町大和町（その1）線＜東の杜大通り＞ | 卸商センター前 | 市道若林386号原町岡田（その2）線    | 卸町通 ＜卸町大通＞ |
| 市道若林367号卸町11号線                            |                                                       |                | 市道若林386号原町岡田（その2）線    | 卸町通 ＜卸町大通＞ |
| 市道若林369号卸町13号線                            |                                                       |                | 市道若林386号原町岡田（その2）線    | 卸町通 ＜卸町大通＞ |
| 市道若林382号卸町四丁目6号線                       |                                                       |                | 市道若林386号原町岡田（その2）線    | 卸町通 ＜卸町大通＞ |
| 市道若林373号卸町中央線                            |                                                       |                | 市道若林386号原町岡田（その2）線    | 卸町通 ＜卸町大通＞ |
| 市道若林376号卸町五丁目3号線                       |                                                       |                | 市道若林386号原町岡田（その2）線    | 卸町通 ＜卸町大通＞ |
| 国道4号＜仙台バイパス＞                            | 国道4号＜仙台バイパス＞                               | 卸町           | 市道若林386号原町岡田（その2）線    | 卸町通 ＜卸町大通＞ |
|                                                    | 市道若林404号第二流通センタ－5号線                    |                | 市道若林386号原町岡田（その2）線    | 卸町通 ＜卸町大通＞ |
| 市道若林394号原町東部第三幹線7号線                 | 市道若林398号東部第三区画街路2号線                    | 卸町東一丁目   | 市道若林386号原町岡田（その2）線    | 卸町通 ＜卸町大通＞ |
| 市道若林392号原町東部第三幹線5号線                 | 市道若林397号東部第三区画街路1号線                    | 卸町東二丁目   | 市道若林386号原町岡田（その2）線    | 卸町通 ＜卸町大通＞ |
| 市道若林387号六丁目苦竹（その1）線                 | 市道若林387号六丁目苦竹（その1）線                    | 卸町東2丁目    | 市道若林386号原町岡田（その2）線    | 卸町通 ＜卸町大通＞ |
|                                                    | 市道若林410号卸町東二丁目2号線                        |                | 市道若林386号原町岡田（その2）線    | 卸町通 ＜卸町大通＞ |
| 市道若林393号原町東部第三幹線6号線                 | 市道若林393号原町東部第三幹線6号線                    | 卸町東四丁目   | 市道若林386号原町岡田（その2）線    | 卸町通 ＜卸町大通＞ |
| 市道若林389号原町東部第三幹線2号線                 | 市道若林389号原町東部第三幹線2号線                    | 卸町東五丁目   | 市道若林386号原町岡田（その2）線    | 卸町通 ＜卸町大通＞ |
| 市道若林388号原町東部第三幹線1号線                 | 市道若林388号原町東部第三幹線1号線                    | 鶴代町         | 市道若林386号原町岡田（その2）線    | 卸町通 ＜卸町大通＞ |
| 市道若林388号原町東部第三幹線1号線                 | 市道若林388号原町東部第三幹線1号線                    | 鶴代町         | 市道宮城野1034号原町岡田（その3）線 | 卸町通 ＜卸町大通＞ |
|                                                    | 市道宮城野1019号福田町南一丁目2号線                   |                |                                     | 卸町通 ＜卸町大通＞ |
|                                                    | 市道宮城野1020号福田町南一丁目3号線                   |                |                                     | 卸町通 ＜卸町大通＞ |
|                                                    | 市道宮城野1023号福田町南一丁目6号線                   |                |                                     | 卸町通 ＜卸町大通＞ |
| 宮城県道23号仙台塩釜線                             |                                                       |                |                                     | 卸町通 ＜卸町大通＞ |
| 市道宮城野965号小広目線                            |                                                       |                |                                     |                     |

## 沿線施設
- 卸町郵便局
- 卸商共同配送センター
- 仙台市中央卸売市場
- 仙台市若林体育館
- 仙台東部道路